# Quintet de corda, Op. 4 (Beethoven)
El Quintet de corda en mi bemoll major, Op. 4, fou compost per Ludwig van Beethoven el 1795. És una adaptació del seu Octet en mi bemoll major, Op. 103, el qual, malgrat tenir un número d'opus alt, va ser compost els anys 1792/1793. El motiu és que va ser publicat molt més tard, el 1837, deu anys després de la mort del compositor. Aquest Quintet va ser publicat a Viena l'any 1796.

## Context
El quintet ha estat vist com a simple transcripció de l'octet. Tanmateix, hi ha unes quantes diferències entre les dues obres. En el primer moviment, hi ha canvis significatius en l'exposició i substancial en el desenvolupament, reexposició, i al final. L'Andante incorpora temes nous i implica canvis significatius. El Scherzo i el Finale és també diferent: entre altres canvis, va afegir un segon trio a l'anterior i va incorporar un nou tema alternatiu.

## Estructura i instrumentació
El quintet està estructurat en quatre moviments:
1. Allegro con brio
2. Andante
3. Menuetto: Allegretto - Trio I & II
4. Finale: Presto

L'obra està instrumentada per a dos violins, dues violes i Violoncel. Una interpretació dura aproximadament 30 minuts.